# روبرتو بيسكونتي
روبرتو بيسكونتي هو لاعب كرة قدم بلجيكي في مركز الوسط، ولد في 21 يوليو 1973 في Saint-Nicolas, Liège ‏ في بلجيكا. شارك مع منتخب بلجيكا تحت 21 سنة لكرة القدم ومنتخب بلجيكا لكرة القدم. أما مع النوادي، فقد لعب مع رابيد بوخارست وستاندارد لييج ونادي أبردين ونادي رويال شارلروا ونادي غانغون ونادي مونزا ونادي نيس.

## وصلات خارجية
- روبرتو بيسكونتي على موقع الاتحاد الدولي (مؤرشف)  (الإنجليزية)
- روبرتو بيسكونتي على موقع الاتحاد البلجيكي (الإنجليزية)
- روبرتو بيسكونتي على موقع قاعدة بيانات كرة القدم.إي يو (الإنجليزية)
- روبرتو بيسكونتي على موقع ليكيب (الفرنسية)
- روبرتو بيسكونتي على موقع ناشيونال فوتبول تيمز (الإنجليزية)
- روبرتو بيسكونتي على موقع Soccerbase.com (لاعب) (الإنجليزية)
- روبرتو بيسكونتي على موقع عالم كرة القدم.نت (الإنجليزية)